# Kyllingiella
Kyllingiella R.W.Haines & Lye es un género de plantas herbáceas de la familia de las ciperáceas.  Comprende 5 especies descritas y de estas, solo 4 aceptadas.

## Taxonomía
El género fue descrito por R.W.Haines & Lye y publicado en Botaniska Notiser 131(1): 176. 1978. La especie tipo es: Kyllingiella microcephala (Steud.) R.W.Haines & Lye

## Especies aceptadas
A continuación se brinda un listado de las especies del género Kyllingiella aceptadas hasta febrero de 2014, ordenadas alfabéticamente. Para cada una se indica el nombre binomial seguido del autor, abreviado según las convenciones y usos.
- Kyllingiella microcephala (Steud.) R.W.Haines & Lye
- Kyllingiella polyphylla (A.Rich.) Lye in R.W.Haines & K.A.Lye
- Kyllingiella simpsonii Muasya
- Kyllingiella ugandensis R.W.Haines & Lye,